# Filotex (equip ciclista)

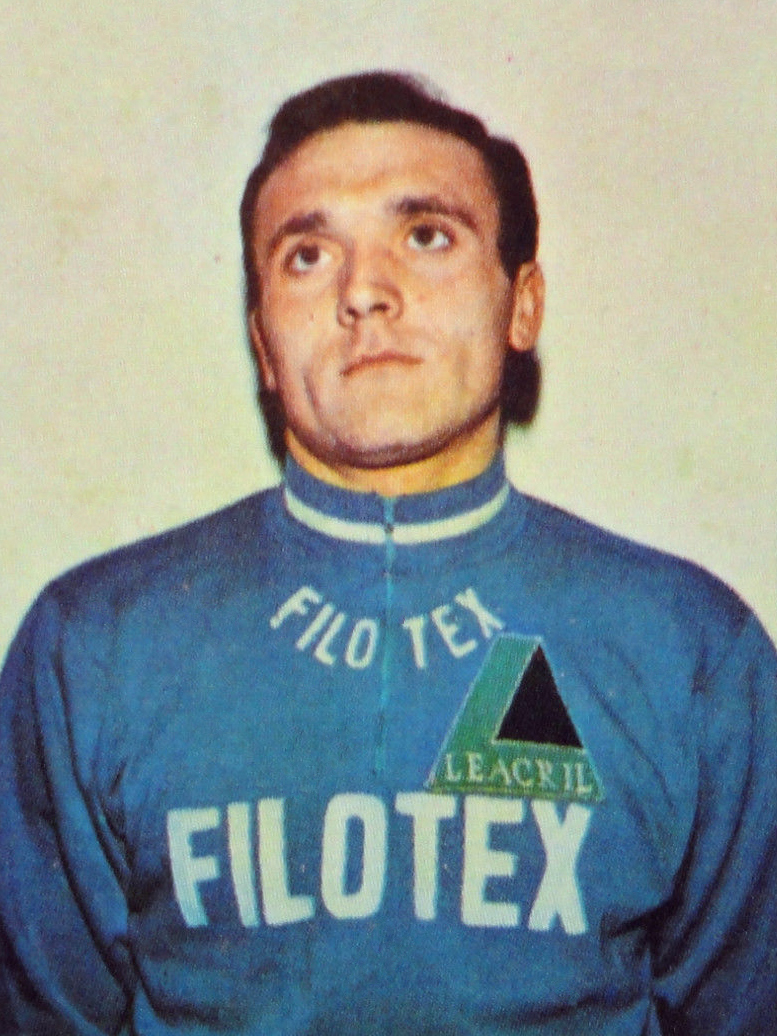
Ugo Colombo

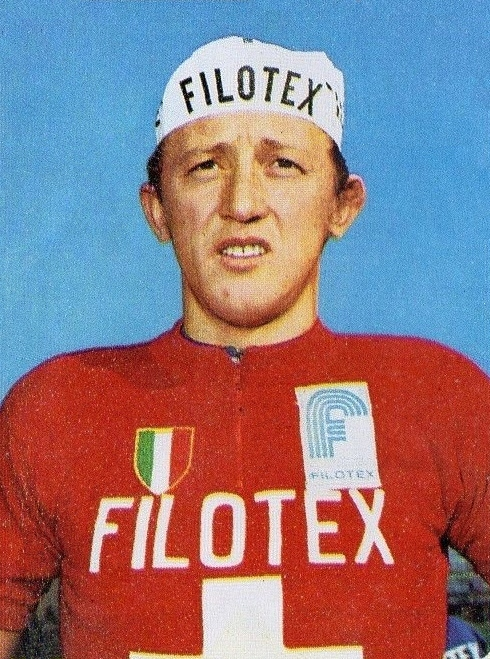
Josef Fuchs

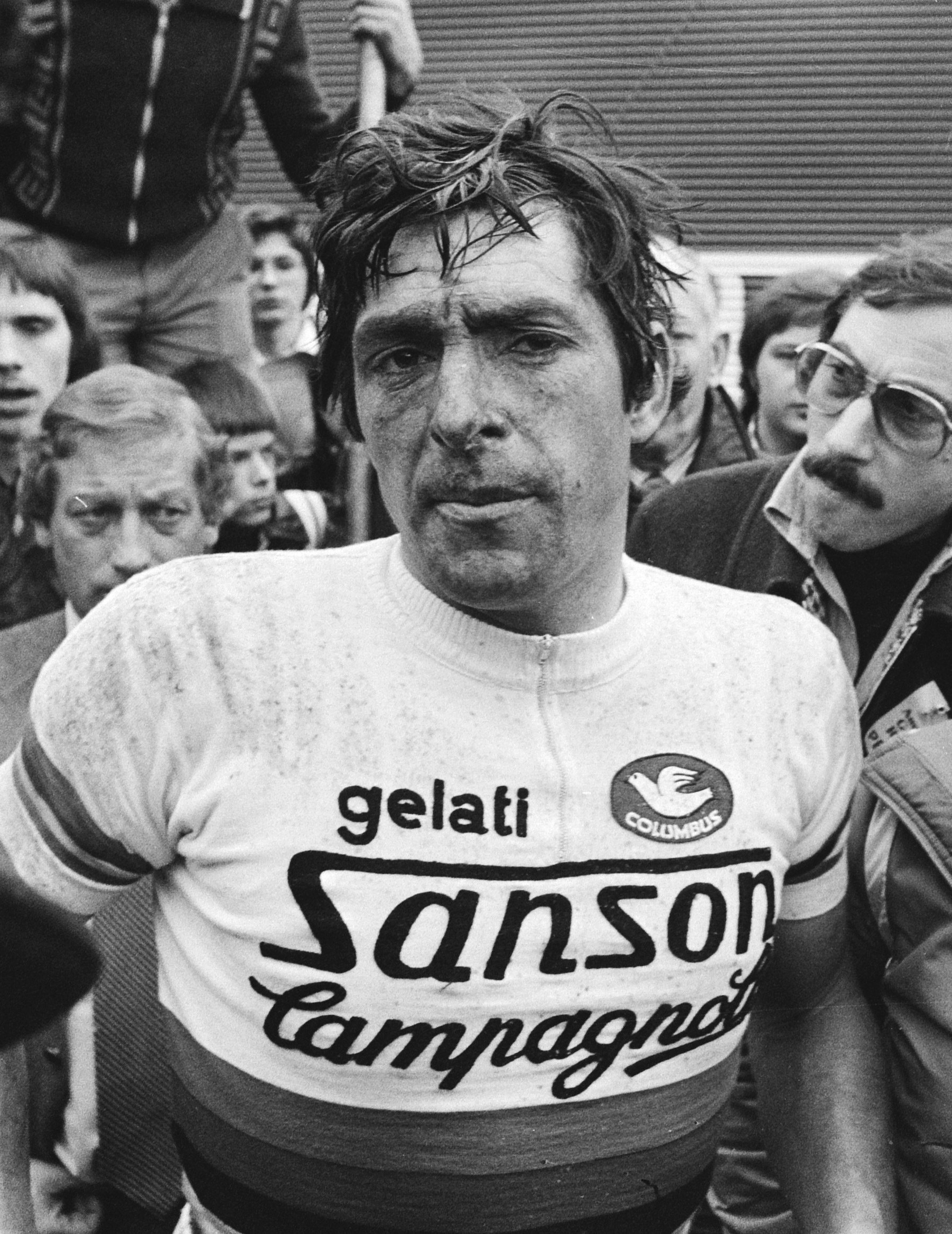
Francesco Moser

L'equip Filotex, conegut anteriorment com a Springoil i posteriorment com a Sanson, va ser un equip ciclista italià, de ciclisme en ruta que va competir entre 1963 a 1980.

## Principals resultats
- Volta a Suïssa: Franco Bitossi (1965)
- Campionat de Zuric: Franco Bitossi (1965, 1968), Francesco Moser (1977)
- Tirrena-Adriàtica: Franco Bitossi (1967), Francesco Moser (1980)
- Volta a Llombardia: Franco Bitossi (1967, 1970), Francesco Moser (1975, 1978)
- Giro del Vèneto: Alberto Della Torre (1968), Franco Bitossi (1970), Francesco Moser (1979), Carmelo Barone (1980)
- Giro de Toscana: Franco Bitossi (1968), Giorgio Favaro (1969), Josef Fuchs (1972), Francesco Moser (1974, 1976, 1977)
- Volta a Catalunya: Franco Bitossi (1970), Francesco Moser (1978)
- Giro de l'Emília: Franco Bitossi (1970), Francesco Moser (1974, 1979), Mario Beccia (1977)
- París-Tours: Francesco Moser (1974)
- Gran Premi del Midi Libre: Francesco Moser (1975), Claudio Bortolotto (1978)
- Fletxa Valona: Francesco Moser (1977)
- París-Roubaix: Francesco Moser (1978, 1979, 1980)
- Milà-San Remo: Roger De Vlaeminck (1978)
- Gant-Wevelgem: Francesco Moser (1979)
- Volta a Alemanya: Gregor Braun (1980)

### A les grans voltes
- Giro d'Itàlia
  - 17 participacions (1963, 1964, 1965, 1966, 1967, 1968, 1969, 1970, 1971, 1972, 1973, 1974, 1976, 1977, 1978, 1979, 1980)
  - 43 victòries d'etapa:
    - 4 el 1964: Franco Bitossi (4)
    - 3 el 1965: Guido Carlesi (2), Franco Bitossi
    - 2 el 1966: Franco Bitossi (2)
    - 2 el 1967: Franco Bitossi, Marcello Mugnaini
    - 3 el 1968: Franco Bitossi (2), Italo Zilioli
    - 4 el 1969: Franco Bitossi (2), Ugo Colombo, Italo Zilioli
    - 4 el 1970: Franco Bitossi (4)
    - 1 el 1971: Franco Bitossi
    - 1 el 1972: Ugo Colombo
    - 1 el 1973: Francesco Moser
    - 1 el 1974: Ugo Colombo
    - 4 el 1976: Francesco Moser (3), Sigfrido Fontanelli
    - 2 el 1977: Mario Beccia, Claudio Bortolotto
    - 4 el 1978: Francesco Moser (4)
    - 4 el 1979: Francesco Moser (3), Claudio Bortolotto
    - 2 el 1980: Francesco Moser, Carmelo Barone

  - 0 classificació finals:
  - 10 classificacions secundàries:
    - Gran Premi de la muntanya: Franco Bitossi (1964, 1965, 1966), Claudio Bortolotto (1979)
    - Classificació per punts: Franco Bitossi (1969, 1970), Francesco Moser (1976, 1977, 1978)
    - Classificació dels joves: Mario Beccia (1977)

- Tour de França
  - 2 participacions (1966, 1975)
  - 5 victòries d'etapa:
    - 3 el 1966: Franco Bitossi (2), Marcello Mugnaini
    - 2 el 1975: Francesco Moser (2)

  - 1 classificacions secundàries:
    - Classificació dels joves: Francesco Moser (1975)

- Volta a Espanya
  - 0 participacions